# Port lotniczy Gustaw III
Port lotniczy Gustaw III – port lotniczy zlokalizowany na francuskiej wyspie Saint-Barthélemy (Karaiby).

## Linie lotnicze i połączenia
| Linia lotnicza          | Kierunek                                                                 |
| ----------------------- | ------------------------------------------------------------------------ |
| Air Antilles            | 1. Pointe-à-Pitre                                                        |
| St Barth Commuter       | 1. Antigua 2. Sint Maarten 3. Saint Martin                               |
| Tradewind Aviation      | 1. Anguilla (od 18 stycznia 2024) 2. Antigua 3. Saint Thomas 4. San Juan |
| West Indies Helicopters | 1. Antigua 2. Sint Maarten Czartery: 1. Anguilla 2. Saint Martin         |
| Winair                  | 1. Antigua 2. Sint Maarten                                               |